# Vescomtat de Pallars

Escut dels vescomtes de Vilamur

El vescomtat de Pallars fou una jurisdicció feudal del comtat de Pallars i després del Pallars Jussà. Més endavant es va dir Vescomtat de Siarb (per poc temps) i finalment Vescomtat de Vilamur.

## Orígens
Durant el segle IX els comtes de Tolosa, que eren també comtes de Pallars, van tenir vescomtes actuant, però no es conserven els noms. Després, amb el comte independent Ramon i els seus successors, ja és menys segur que el càrrec existís. Després del 1010, amb la divisió del Pallars en Jussà i Sobirà, apareixen dos vescomtes que podrien ser un per cada comtat. Però, si així fou, el vescomte de Pallars Sobirà desapareix ràpidament.

## Territoris del vescomtat
El Vescomtat de Vilamur, o de Pallars, comprenia gairebé tot l'actual terme municipal de Soriguera, i alguns territoris més. Els llocs que hi pertanyien són els següents: Vilamur, cap del vescomtat, Llagunes, Rubió, Soriguera, Tornafort, lo Bruc, lo Freixe, lo Tornador, Junyent, la Torre, la Pobla de Segur, el Pui de Segur, Toló, Montllor, Sant Salvador de Toló, Herba-savina, Montenartró, Hortoneda, Embonui, Malmercat (en algunes èpoques depengué del Comte de Pallars i les quadres de Saverneda i Llavaners.

## Història
Ató, el primer vescomte documentat, fou vescomte depenent del comte de Pallars Jussà, vers el 1015. Es creu que era un fill bastard del comte Sunyer I de Pallars i tenia els seus béns a Enviny, Cardós i Morreres, i almenys un alou (Llacunes) a la Vall de Siarb (avui Soriguera). Va morir vers el 1030 i el va succeir el seu fill Bernat I, que, probablement, era menor d'edat. Segurament va ocupar les funcions vescomtals un parent anomenat Isarn, del qual no s'ha pogut establir la relació amb els vescomtes. Aquest Isarn estava casat amb Quixol i va portar el títol de vescomte vers 1032 a 1035, pertanyia al tronc dels Vallferrera; la seva filla Ermengarda fou dotada amb l'alou de Romadriu.
Vers el 1035, Bernat I va arribar a la majoria i va assumir el poder; se sap que tenia béns a Aramunt; casat amb Adelgarda, va deixar dos fills: Girbert i Arnau I. El primer, Gerbert, va recollir la successió vers el 1056 i va morir al cap d'uns vint anys després d'ocupar el castell de Tendrui el 1066.
El segon, Arnau I va succeir al seu germà, que senyorejava el castell de Tendrui el 1079 i va rebre també el de Talarn del comte Ramon VI de Pallars Jussà el 1081, a més del castell de Sant Just del comte Artau II de Pallars Sobirà el 1082. Va governar uns deu anys i va deixar quatre fills sota la custòdia de la seva muller Adalgarda.
Els quatre fills: Pere (mort el 1125), Adalbert (mort prop del 1100), Oliver (mort prop del 1100) i Guillem (que encara era viu el 1126) van actuar tots com a vescomtes, però el titular devia ser Pere (almenys, si no era el gran, va quedar com a germà gran per mort d'un o dos germans). Pere es va casar amb Gerberga i va participar en les empreses del comte Pere Ramon I de Pallars Jussà (1098-1112) a Mur, el 1098, a Tremp l'any següent (1099), a Àreu el 1110, a Tendrui vers el 1112 i següents anys, i a Galliner el 1117. En un document datat del 1118 es titula vescomte de Pallars. En una donació de la vila de Crescent, a la Vall de Siarb, feta juntament amb son germà i el seu fill a favor de la canònica d'Urgell, ja es titula vescomte de Siarb.
Pere va morir després del 1126 i el va succeir el seu fill Pere II o Pere Arnau I, que el 1135 va agafar el nom de Vilamur, tot i que el primer document en què signa com a Vescomte de Vilamur és del 1149.
Pere II, casat amb Agnès, va morir passat el 1164, i el va succeir el seu fill Pere III, casat amb Estranya de Montferrer, que va morir vers el 1203. Va deixar set fills: Bernat (abat i després Bisbe d'Urgell, mort el 1203), Berenguer, dit de Castellàs (canonge d'Urgell, mort passat el 1211), Grisa (morta el 1212, casada amb un membre de la família dels Abella), Geralda (morta passat el 1212, casada amb un membre de la família dels Malmercat), Beatriu (morta passat el 1229, casada amb un membre de la família Miralles), Ramon (mort passat el 1226, que fou senyor d'Aós, Ars i Ferrera) i Pere IV, el successor, casat amb Sança segurament de la família Erill, mort vers el 1255.
Pere IV va entregar al comte, vers el 1212, els castells de Naens, Cadolla, Castellnou i les Escaldes, i va vendre el castell de Sarroca al monestir de Gerri. Més tard Pere IV va acordar el matrimoni de la seva filla amb el comte de Pallars el 1250 i en garantia el comte li va donar els castells de Montcortès, Peramea, Estac, Enviny, Castellgermà i Espluga de la Serra, i el 1254 els llocs de Santa Engràcia, Salàs de Pallars, Rivert, Puiforniu, Llavorsí, Torre-la-ribera, Escaló i Segura. Pere IV va deixar altre cop set fills: Bernat (mort el 1281) a qui se suposa tronc de la família senyorial dels Talarn; Sibil·la (morta passat el 1231), Beatriu, Paula (mortes totes dues després del 1212); Ponç (diaca de Tremp, Bisbe d'Urgell, mort el 1254); Sança (morta abans de 1281, casada amb Arnau Roger I de Pallars, i Pere V, el successor, que va morir el 1275.
Pere V va deixar també set fills: Ferrer (mort passat el 1275), Bernat (mort el 1302) senyor de Calentí, Tebar i Cochos, Ponç (mort el 1234) ardiaca i Bisbe de Lleida, Geralda (morta passat el 1275), Sança (morta passat el 1275), Sibil·la (morta passat el 1311) casada amb Bernat d'Espés, i el successor, Ramon I.
Ramon I es va revoltar contra el rei Pere II aliat als comtes de Foix, Pallars i Urgell, i fou assetjat a Balaguer. Aquesta vila fou ocupada per les forces reials, que el van capturar i empresonar:; hagué de lliurar al rei el 1282 molts castells (Naens, Sant Just, Cadolla, Casterner de les Olles, Betesa, Tornafort, Vilamur, Motenartró, Embonui, Santa Creu, Burg i Rubió) per obtenir la llibertat. El 1287 va vendre els Castells de Tendrui i Claret al Bisbe d'Urgell i l'any 1298 fou nomenat pel rei veguer de Pallars i Ribagorça i sobrejunter de Sobrarb i les valls. Va morir el 1303, i va deixar un fill bastard, anomenat Bord, i un fill legítim, Pere VI.
Pere VI fou el successor, i va adquirir Juneda el 1338. Va morir el 1340 i el va heretar el seu fill Pere VII.
Pere VII va participar en les campanyes del Rosselló el 1343 i 1344, contra l'Infant Ferran de Castella el 1352, i a la campanya de Sardenya el 1353, i per tot això el rei li va concedir Basturs, Pui de Segur i Pobla de Segur el 1355. Va morir el 1358.
El va succeir el seu fill Pere VIII, mort vers el 1370 i llavors el seu fill Pere IX, dit Pericó, d'uns 20 anys, sota la tutela de la seva mare Sibil·la d'Anglesola, senyora de les valls de Vilamur i Montenartró, que va delimitar les possessions dels Vilamur amb els senyors de Bellera; Basturs li fou donada pel rei a Sibil·la el 1380 amb el mer i mixt imperi (abans era només un feu).
La mort de Pericó per tot el 1381 va donar el poder vescomtal a Ramon d'Anglesola senyor de Bellpuig (II de Vilamur), sembla, doncs, que per herència de Sibil·la. Ramon va morir el 1386 i el va heretar el seu nebot Hug II de Cardona.
Hug II de Cardona i I de Vilamur va seguir els destins d'aquesta casa, que finalment va passar als ducs de Medinaceli.

## Llista de Vescomtes
- Oromir vers 1015-1030
- Ató de Vilamur vers 1015-1032. Fou el primer Vescomte de Vilamur documentat, depenent del Comte de Pallars Jussà, vers el 1015. Es creu que era un fill bastard del comte Sunyer I de Pallars i tenia els seus béns a Enviny, Cardós i Morreres, i almenys un alou (Llacunes) a la Vall de Siarb (avui Soriguera). Va morir vers el 1030 i el va succeir el seu fill Bernat I, que, probablement, era menor d'edat. Segurament va ocupar les funcions vescomtals un parent anomenat Isarn, del qual no s'ha pogut establir la relació amb els vescomtes.
- Isarn 1032-1035
- Bernat 1035-1056[1]
- Gerbert vers 1056-1076
- Arnau de Vilamur 1076-1086. Va succeir al seu germà Gerbert com a vescomte de Vilamur o de Pallars, i va rebre el castell de Tendrui el 1079, el de Talarn del comte Ramon VI de Pallars Jussà el 1081, a més del Castell de Sant Just del comte Artau II de Pallars Sobirà el 1082.[2] Va governar menys de deu anys. Arnau va deixar quatre fills sota la custòdia de la seva muller Adalgarda. Van actuar tots com a vescomtes, però el titular devia ser Pere. Els quatre fills eren Pere (mort el 1125), Adalbert (mort prop del 1100), Oliver (mort prop del 1100) i Guillem (que encara era viu el 1126).[2]
- Pere 1086-1126

### Vescomtes de Vilamur
- Pere II de Vilamur (Pere Arnau I) 1126-1164
- Pere III de Vilamur 1164-1227
- Pere IV de Vilamur 1227-1255
- Pere V de Vilamur 1255-1275
- Ramon I de Vilamur i de Pallars 1275-1303
- Pere VI de Vilamur 1303-1340
- Pere VII de Vilamur 1340-1354
- Pere VIII de Vilamur 1354-1370
- Pere IX de Vilamur 1370-1381
  - Beatriu de Pallars

#### Llinatge Anglesola
- Ramon d'Anglesola i Pallars (senyor de Butsènit i d'Utxafava), fill de Beatriu de Pallars 1381-1386 (o Ramon I de Vilamur)

#### Llinatge Cardona
- Hug II de Cardona 1386-1400 (o Hug I de Vilamur)
- Joan Ramon Folc I de Cardona i de Vilamur 1400-1442
- Joan Ramon Folc II de Cardona i de Vilamur 1442-1471
- Joan Ramon Folc III de Cardona i de Vilamur 1471-1486
- Joan Ramon Folc IV de Vilamur 1486-1513
- Ferran I de Vilamur 1442-1543
  - Joana I de Vilamur 1543-1564
- Passa a Alfons d'Aragó, duc de Sogorb i comte d'Empúries 1543-1564

#### Llinatge Empúries
- Francesc I de Vilamur 1564-1572
  - Joana II d'Empúries 1572

#### Llinatge Fernández de Córdoba
- Diego Fernández de Córdoba marquès de Comares
- Als Ducs de Medinaceli.